# Hunterville (Nouvelle-Zélande)

Hunterville est une petite localité située dans le district de Rangitikei dans l’Île du Nord de la Nouvelle-Zélande.

## Situation
Elle est localisée sur le trajet de la  Highway 1/SH 1 à mi-chemin entre la ville de Taupo] et la capitale du pays Wellington
A 6 km au nord de Hunterville se trouve la ville de Vinegar Hill.

## Accès
L’aéroport ou le terrain d’aviation le plus proche de la ville de Hunterville est la base base de la RNZAF d’Ohakea (en), une base importante de la Force aérienne royale néo-zélandaise, qui siège à 33 km vers le sud-ouest de la ville.
La gare de Hunterville (en) sur le trajet de la ligne de la ligne principale de l’île du Nord (en) ouvrit en 1887 et ferma en 1988.

## Population
La ville avait une population  de 429 habitants selon le recensement de 2013 en Nouvelle-Zélande .

## Histoire
Le centre-ville fut fondé en 1884 par un marchand du nom de  George Hunter . 
Elle chevauche la route “state highway1 ainsi que la ligne de chemin de fer au pied des collines, formant la porte d’entrée du Plateau volcanique Central.

## Évènements
Kiwiburn (en), la version régionale Néo-Zélandaise du Burning Man se tient ici depuis 2014.
Hunterville est bien connue pour ses statues de huntaway (en), un chien spécialisé comme chiens de berger, qui est utilisé pour diriger les troupeaux de moutons à la voix.
Le festival de la ville et le marché se tiennent le premier samedi après le jour du travail comme "Shepherds Shemozzle" - une course avec des hommes et des chiens avec des troupeaux de moutons venant de toute la Nouvelle-Zélande pour une compétition pour le premier prix .

## Personnalités notables
- William Meldrum (en) (1865–1964), avocat  à Hunterville et directeur du « Hunterville Town Board » avant la première guerre mondiale.